# UBlock Origin
uBlock Origin — вільне та відкрите програмне забезпечення, кросплатформенне розширення браузера для фільтрації контенту, зокрема блокування реклами. Розширення доступне для декількох браузерів: Google Chrome, Chromium, Microsoft Edge, Mozilla Firefox, Opera та має реалізацію для Safari. uBlock Origin отримав схвальні відгуки від технологічних вебсайтів, та як повідомляється, він менш вимогливий до ресурсів пам'яті, ніж інші подібні розширення. Завдання uBlock Origin полягає в тому, щоб забезпечити користувачам засоби для забезпечення власних варіантів фільтрації контенту.
Станом на 2020 рік uBlock Origin продовжує активно розвиватися та підтримуватися засновником та провідним розробником Реймондом Хіллом.

## Історія

### uBlock
uBlock Origin спочатку мав назву «μBlock». Пізніше назву було змінено на «uBlock», щоб уникнути плутанини з тим, як вимовляється грецька літера 'µ' (Мю/Мікро) в «µBlock». Розробка почалася з форку вихідного коду розширення HTTP Switchboard разом з іншим розширення під назвою uMatrix, призначеним для досвідчених користувачів. uBlock був розроблений Реймондом Хіллом для використання чорних списків, що підтримуються спільнотою користувачів, додаючі функції та підвищуючи якість коду для випуску стандартів. Перший реліз був у червні 2014 року як розширення для браузерів Chrome та Opera. До зими 2015 року, розширення стало доступним і для інших браузерів.
Офіційний репозиторій проєкту uBlock було передано Крісу Алджуді оригінальним розробником Реймондом Хіллом у квітні 2015 року, через розлад роботи із запитами. Однак Хілл негайно роздвоїв (self-forked) його та продовжив зусилля там. Пізніше ця версія була перейменована в uBlock Origin, і вона була повністю розділена з uBlock Альджуді. Альджуді створив ublock.org для розміщення uBlock, просування розширення та прохання пожертвувань. У відповідь засновник uBlock Реймонд Хілл заявив, що «пожертви, які шукає ublock.org не приносять користі жодному з тих, хто найбільше сприяв появі uBlock Origin.» Розвиток uBlock припинився в серпні 2015 року і він періодично оновлювався з січня 2017 року. У липні 2018 року, uBlock.org був придбаний AdBlock і почав підтримувати «Прийнятну рекламу», програму запущену Adblock Plus. Ця програма дозволяє деяку рекламу, яка вважається «прийнятною», та за яку деякі великі видавці платять розробникам подібних розширень.
uBlock Origin залишається незалежним та не підтримує рекламу за плату.

### uBlock Origin
Реймонд Хілл, засновник та оригінальний розробник uBlock, станом на 2015 рік продовжував працювати над розширенням під назвою uBlock Origin, іноді стилізованому як uBlock₀. Станом на лютий 2020, розширення uBlock Origin для Chrome має більш як 10 мільйонів активних користувачів, а версія для Firefox має 5,8 мільйона активних користувачів.
Спільне дослідження Sourcepoint та Comscore повідомило про 833 % росту за десятимісячний період спостереження, який закінчувався у серпні 2015 року, найсильніше зростання зі всього списку спостереження. Звіт пояснив зростання бажанням користувачів мати чисті блокіратори реклами поза програмою «Прийнятна реклама».
У січні 2016 року, uBlock Origin було додано до репозиторіїв Debian 9 та Ubuntu 16.04. Розширення було нагороджено «Вибір місяця» від Mozilla в травні 2016 року.
11 грудня 2016 року Нік Роллс (Nik Rolls) офіційно випустив розширення uBlock Origin для браузера Microsoft Edge.
Проєкт принципово відмовляється від пожертв, та натомість радить прихильникам підтримувати пожертвами спільноти підтримки списків блокування.

## Особливості

### Блокування та фільтрація
uBlock Origin підтримує більшість синтаксису фільтра Adblock Plus. Популярні списки EasyList та EasyPrivacy ввімкнено за замовчуванням. Розширення підтримують імпорт файлів хостів, а деякі списки, які підтримує спільнота, доступні під час встановлення. Серед доступних файлів хостів, список серверів і відстеження Пітера Лоу та списки доменів шкідливих програм також ввімкнено за замовчуванням. Деякі додаткові функції включають динамічну фільтрацію скриптів та фреймів, та інструмент для приховування елементів вебсторінок.
uBlock Origin включає зростаючий список функцій, які відсутні в uBlock, включаючи режим допомоги особам з проблемами кольорового зору, функцію динамічної фільтрації URL-адрес, функцію ведення журналу та покращення інтерфейсу, включаючи інспектор DOM, конфіденційно орієнтовані функції блокування попереднього вибору послань, аудит гіперпосилань та витоків IP-адрес через WebRTC (для блокування з'єднань WebRTC у Chromium потрібне uBO-Extra). Також в uBlock Origin було додано перемикач для блокування спливаючої реклами, суворе блокування домену, косметичну фільтрацію, блокування віддалених шрифтів та блокування JavaScript. Версія uBlock Origin для Firefox має додаткову функцію, яка допомагає відхилити спроби вебсайтів обійти блокіратори реклами.

### CNAME-розблокування сторонніх трекерів
У листопаді 2019 року користувач uBlock Origin повідомив про нову техніку, яка використовується деякими сайтами для обходу блокування сторонніх трекерів. Ці вебсайти посилаються на URL-адреси, які є субдоменами домену сторінки, але ці субдомени вирішуються сторонніми хостами через запис CNAME. Оскільки початкова URL-адреса містила піддомен поточної сторінки, вона була інтерпретована браузерами як запит сторонніх розробників, і це було дозволено правилами фільтрації в uBlock (та в подібних розширеннях). Розробник uBlock Origin розробив рішення, використовуючи DNS API, яке є ексклюзивним для Firefox 60+. Нова функція з'явилася в uBlock Origin версії 1.25, випущеному 19 лютого 2020.

### Продуктивність
Технологічні вебсайти та користувачі відзначають розширення uBlock Origin менш трудомістким ніж інші подібні розширення, такі як Adblock Plus. В серпні 2015 року було проведено тест продуктивності з десятьма розширеннями, який показав, що uBlock Origin найефективніший серед тестованих розширень.
uBlock Origin перевіряє, які ресурси стилів потрібні для окремої вебсторінки, а не спирається на універсальну таблицю стилів. Розширення робить знімок фільтрів, які ввімкнув користувач, що сприяє прискоренню швидкості запуску браузера в порівнянні з завантаженням фільтрів з кешу кожного разу.

## Підтримувані платформи
uBlock Origin активно розробляється для додатків на базі двох основних рушіях виведення браузерів.

### Підтримується на цей момент
- Blink
  - Google Chrome/Chromium (ПК: uBlock та uBlock Origin)
  - Opera (ПК: uBlock Origin)
  - Microsoft Edge (ПК: uBlock та uBlock Origin)

- Gecko
  - Mozilla Firefox (ПК: uBlock та uBlock Origin)
  - Firefox for Android (Android: uBlock та uBlock Origin)
  - Thunderbird (ПК: uBlock Origin 1.3.0 та пізніші версії)

### Підтримувалося раніше
- WebKit
  - Safari (ПК: uBlock та uBlock Origin 1.10.0 та пізніші версії (Beta)).[45] Неофіційний випуск. Більше не працює на macOS 10.15 Catalina beta.[46] Більше не працює на Safari 13 ті пізніших версіях.[47]

- EdgeHTML[en]
  - Microsoft Edge. (uBlock Origin доступний у Microsoft Store в бета-версії з 1.10.0).[48][49] Неофіційний випуск.